# خیابان تاتنهام کورت

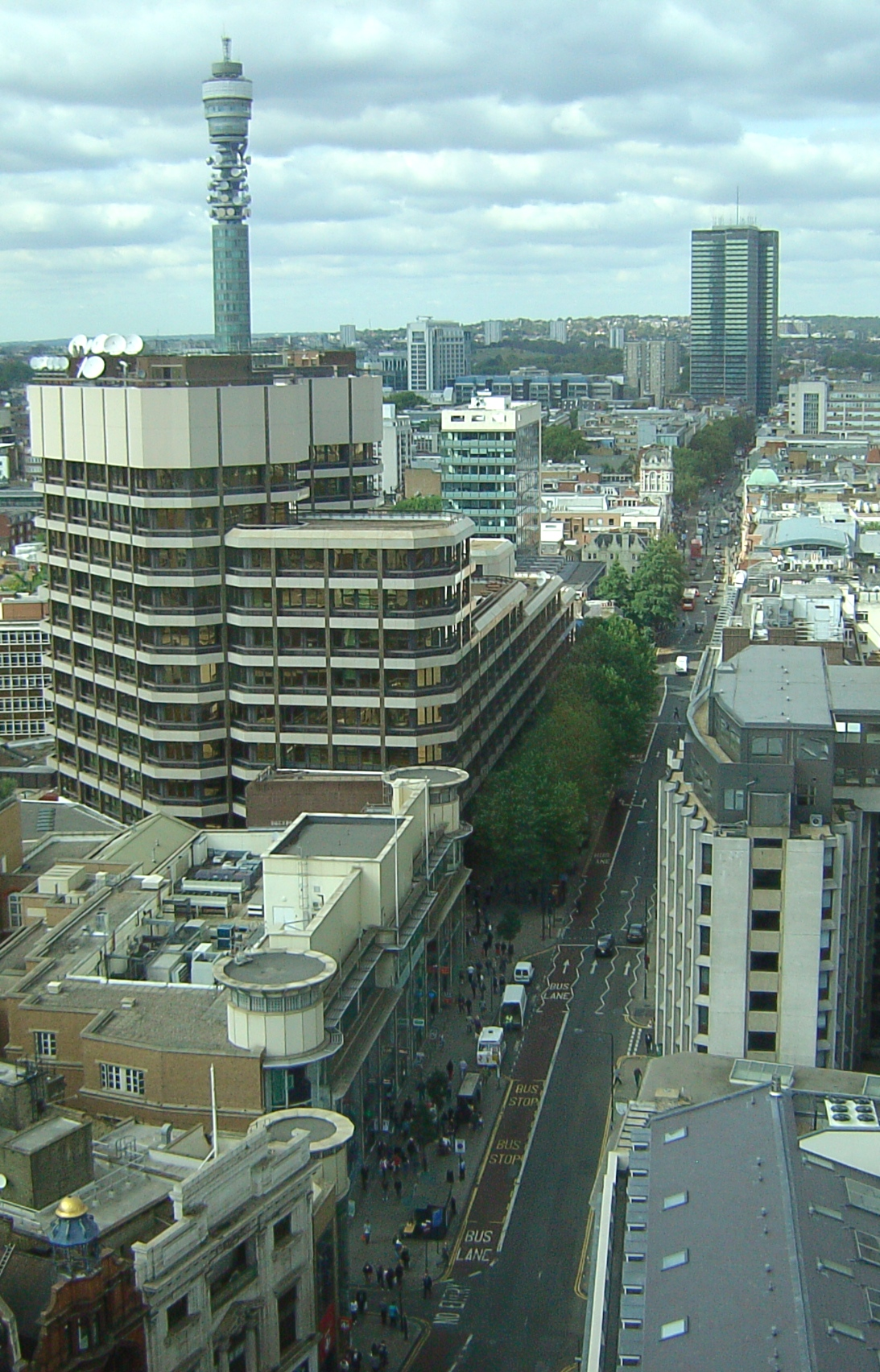
نمایی از خیابان تاتنهام کورت و برج بی‌تی

خیابان تاتنهام کورت (انگلیسی: Tottenham Court Road) یکی از خیابان‌های اصلی شهر لندن، انگلستان است.
این خیابان که در لندن مرکزی قرار دارد از جنوب به میدان سنت جایلز (تقاطع خیابان آکسفورد و خیابان چرینگ کراس) و از سمت شمال به خیابان یوستون محدود میشود.

## ایستگاه‌های مترو
- ایستگاه متروی خیابان تاتنهام کورت
- ایستگاه متروی خیابان وارن
- ایستگاه متروی خیابان گوج

## نگارخانه

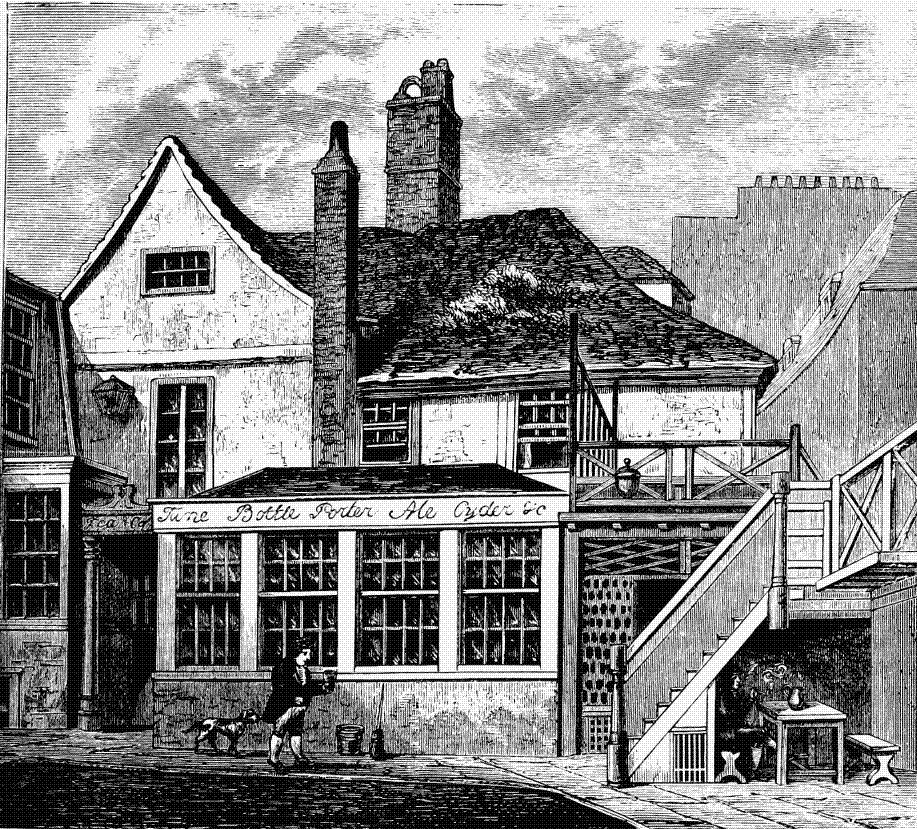
۱۸۱۳
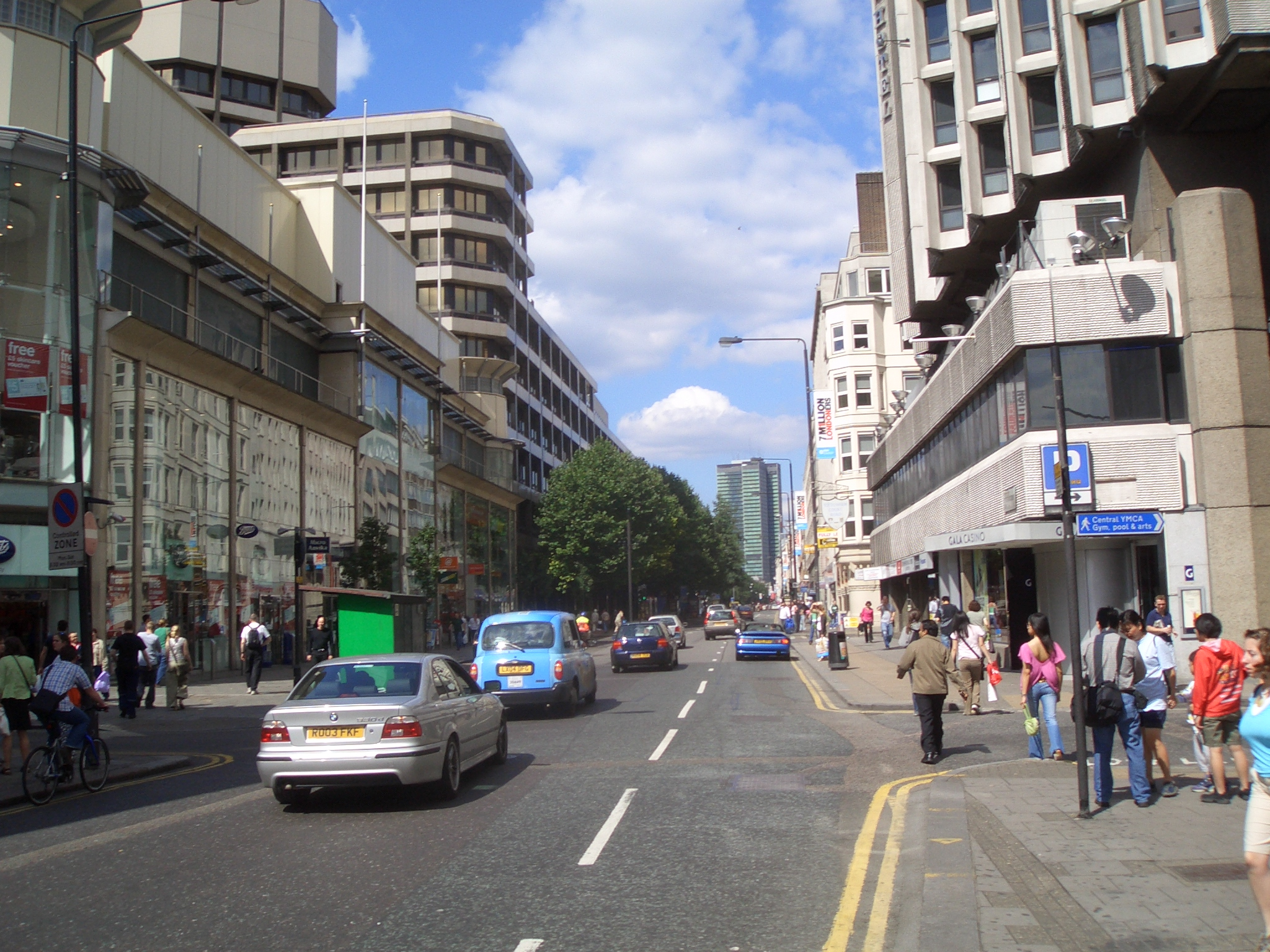